# Hans-Ekkehard Bob
Hans-Ekkehard Bob, nemški častnik, vojaški pilot in letalski as, * 24. januar 1917, Freiburg im Breisgau, Nemško cesarstvo, † 12. avgust 2013, Freiburg am Breisgau, Nemčija.
Hans-Ekkehard Bob je na okoli 700 bojnih nalogah dosegel 60 zračnih zmag, od katerih jih je 37 dosegel na vzhodni fronti.

## Življenjepis
Hans-Ekkehard Bob se je Luftwaffe pridružil 1. decembra 1936. Prvo leto je preživel v letalski šoli Luftskriegsschule Wildpark Werder, kjer je obiskoval šestmesečno osnovno vojaško usposabljanje, nato pa je 1. junija 1937 začel s tečajem letenja. V začetku leta 1938 je vstopil v častniško akademijo, nato pa so ga poslali v Wiesbaden, kjer je vstopil v Jagdfliegergruppe 133. 
Prve bojne naloge je opravil med okupacijo Sudetov, ko je z dvokrilnim lovcem Arado Ar 68 spremljal nemške bombnike na njihovih poletih v podporo kopenskim silam. Kasneje je bil premeščen v JG 334, kjer je letel na dvomotornih težkih lovcih Messerschmitt Bf 110. Enota je imela sedež v Gablingenu, tam pa je 1. septembra 1938 dobil tudi čin poročnika. Julija 1939 je bil ponovno premeščen, tokrat v novo ustanovljeno 3./JG 21, z bazo v Jesau. 6. junija 1940 je bil 3./JG 21 preformiran v 9./JG 54, v tej enoti pa je tudi dočakal izbruh druge svetovne vojne. Med invazijo na Poljsko in bitko za Francijo je bil že poveljnik oddelka štirih letal (Schwarmführer). 10. maja 1940 je dosegel svojo prvo zračno zmago, ko je v bližini mesta Tongeren v Belgiji sestrelil dvokrilnega lovca Gloster Gladiator. Do konca francoske kampanje je dosegel štiri zračne zmage. 
1. avgusta 1940 je postal nadporočnik, 10. oktobra pa Staffelkapitän 7./JG 54, kjer je zamenjal prejšnjega poveljnika, nadporočnika Güntherja Scholza, ki je prevzel poveljstvo nad III./JG 54. Že 28. novembra pa je Bob zapustil enoto in prevzel poveljstvo nad 9./JG 54, kjer je ostal do 1. avgusta 1943. Med Bitko za Britanijo je njegova enota postala ena prvih lovsko-bombniških (Jabo) enot Luftwaffe, njen osnovni cilj pa je bil boj proti britanskemu ladjevju, ki so ga napadali z 250 kg letalskimi bombami. Do 11. novembra 1940 je Bob dosegel 19 zračnih zmag, Reichsmarschall Herman Göring pa ga je 7. marca 1941 odlikoval z Viteškim križem. 21. marca 1941 je Bob doživel prvo nesrečo, ko je moral zaradi okvare motorja šolskega letala Bü 131 (W. Nr. 4506) »BG + AB« zasilno pristati v morju v bližini Cherbourga, pri čemer pa se ni poškodoval.
Hans-Ekkehard Bob je kasneje sodeloval tudi v Operaciji 25, napadu na Balkan. Nad Jugoslavijo je dosegel dve zračni zmagi. 6. aprila 1941 je sestrelil Messerschmitt Bf 109 jugoslovanskega kraljevega vojnega letalstva (njegovo 20. sestreljeno letalo) ter 7. aprila še IK-2. Po uspešni okupaciji Balkana je bila JG 54 umaknjena v vzhodno Prusijo, kjer so jo na novo opremili z lovci Messerschmitt Bf 109F. 22. junija 1941 je 9./JG 54 začela z napadalnimi akcijami v operaciji Barbarossa, nemški invaziji na Sovjetsko zvezo. Bob je svojo prvo zračno zmago na tem delu bojišča dosegel 23. junija, ko je sestrelil sovjetski lahki bombnik. Pri napadu pa je njegovega Bf 109 F-2 (W. Nr. 9207) »Rumena 1« + ~, zadel obrambni ogenj bombnika in ga tako poškodoval, da je moral zasilno pristati za frontno črto. v bližini Radviliskisa. V enoto se je uspel vrniti šele čez dva dni. Drugič je bil zadet že 13. julija, ko je bil v bližini Borodkina spet prisiljen zasilno pristati. Tretjič je enako usodo doživel 20. avgusta, ko je bil 50 kilometrov južno od Dna njegov Bf 109 F-2 (W. Nr. 12696) »Rumena 1« + ~ zadet v hladilnik motorja. Povsem podobna zgodba se je ponovila 30. oktobra, ko se je na »prostem lovu« nad reko Volkov zapletel v spopad s sovjetskim lovcem Polikarpov I-16. V boju je bil njegov Bf 109 F-2 »Rumena 1« + ~ zadet v hladilnik motorja, zaradi česar je moral Bob ponovno pristati za sovražnikovo črto. Tudi tokrat se je uspel izmuzniti s sovražnega območja in se vrniti v enoto. 
Do konca leta 1941 je imel Bob doseženih že 39 zračnih zmag, 29. septembra 1942 pa je dosegel že svojo petdeseto. 9./JG 54 je zapustil vzhodno fronto 12. februarja 1943, ko je na zahtevo generala Adolfa Gallanda III. skupino in 4./JG 54 tam zamenjala JG 26. Ta taktična poteza je bila sicer kasneje odpovedana, III./JG 54 pa je vseeno ostala na zahodni fronti in bila do konca vojne oddvojena od matične enote. 
17. aprila 1943 je, takrat že stotnik Bob dosegel svojo 57. zmago, ko se je v bližini Bremna s svojim lovcem Bf 109 G-4 (W. Nr. 149 35) »Rumena 1« + I namerno zaletel v ameriški težki štirimotorni bombnik Boeing B-17 Fortress in ga zrušil. Pri tem se je poškodoval in je bil prisiljen s padalom izskočiti iz svojega uničenega lovca. 1. avgusta 1943 je napredoval v majorja in postal Gruppenkommandeur IV./JG 51 s sedežem na vzhodni fronti. Tam je dosegel novi dve zmagi, nato pa je bil 9. maja 1944 premeščen na enak položaj v II./JG 3, s sedežem v Normandiji. Enota je imela nalogo varovati območje Normandije, sodelovala pa je tudi pri obrambi rajha. 
Avgusta 1944 je bil Bob premeščen v Erprobungskommando 262, kjer je opravil osnovno usposabljanje na prvem serijskem reaktivnem lovcu Messerschmitt Me 262. V začetku leta 1945 je bil dodeljen k majhni enoti visoko usposobljenih letalskih pilotov, ki je bila dodeljena v štab generalmajorja Josefa Kammhuberja, ki je imela nalogo razporejati nove reaktivne lovce po državi in ustanavljati nove lovske skupine opremljene z njimi. To delo je opravljal vse dokler ga ni Kammhuber poslal v Šlezijo, kjer je v I. in II/EJG 2, sodeloval pri prešolanju bombniških pilotov v pilote lovskih letal. Naslednja dolžnost, ki jo je opravljal Hans-Ekkehard Bob je bila ponovno operativno letenje. Tokrat se je pridružil novo ustanovljeni JV 44. To je bila enota opremljena z reaktivnimi lovci Me 262, vodil pa jo je bivši general splošne uprave za lovske pilote, Adolf Galland. 

## Povojno življenje
Ob kapitulaciji Nemčije 8. maja 1945 se je enota nahajala v Kopplu, majhni vasici blizu Salzburga, od koder je Bob prepešačil 1700 kilometrov dolgo pot do mesta Celle, kjer se je ustalil. 
Po vojni je najprej delal kot delavec na kmetiji, kasneje pa je odprl svoje transportno podjetje. Leta 1956 je v Cellu ustanovil podjetje Bohrmaschinen und Geräte GmbH (BOMAG), ki je izdelovalo opremo in orodje za vrtanje. Podjetje deluje še danes in je preraslo v veliko korporacijo, ki je prisotna v 87 državah po vsem svetu. Tudi po vojni je nadaljeval z letenjem in je v Cellu ustanovil športni letalski klub.
Umrl je v 97. letu starosti v rodnem Freiburgu.

## Odlikovanja
- Železni križec 2. in 1. razreda
- Ehrenpokal der Luftwaffe (28. september 1940)
- Nemški križ v zlatu (24. december 1942)
- Viteški križ železnega križca (7. marec 1941)